# Kepie

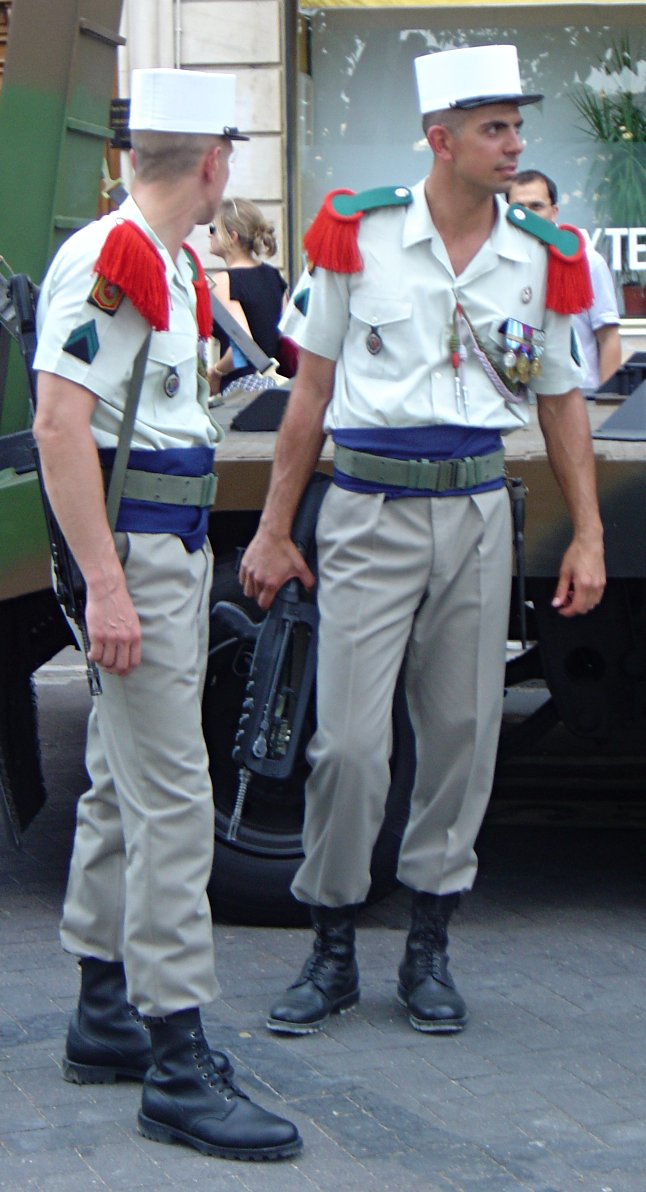
Légionnaires van het Franse Vreemdelingenlegioen uitgerust met een witte kepie

Een kepie is een pet die (meestal) gedragen wordt door militaire instanties. Voor de Tweede Wereldoorlog droegen Nederlandse officieren een kepie, tevens behoorde het hoofddeksel tot het verlof- en uitgaanstenue van elke soldaat. Kenmerk van een kepie is dat het gedeelte dat het hoofd bedekt een cilindrische vorm heeft. Daarin verschilt een kepie van een 'platte pet'. Kepies hadden het voordeel dat ze goedkoop te fabriceren en gemakkelijker te hanteren waren dan een helm. Hun grote nadeel was dat ze het hoofd geen enkele bescherming tegen letsel boden. Vanaf de Eerste Wereldoorlog maakte de kepie dan ook in de gevechtstenues van de verschillende legers plaats voor metalen helmen. 
Voorbeelden van instanties die kepies dragen of hebben gedragen:
- Amerikaanse strijdkrachten tijdens de Amerikaanse Burgeroorlog
- de Belgische spoorwegen (personeel op de treinen en in de stations)
- de Nederlandse spoorwegen (personeel op de treinen en in de stations)
- de Duitse SA
- het Franse leger
- de Franse politie
- de Franse gendarmerie
- de zogenaamde képi blanc van het Franse Vreemdelingenlegioen
- enkele Nederlandse studentenweerbaarheden
- Nederlandse landmachtmilitairen tot de Tweede Wereldoorlog
- Nederlandse gemeenteveldwachters  in het begin van 20ste eeuw
- personeel van de Nederlandse Koninklijke Marechaussee tot na de Tweede Wereldoorlog
- personeel van de Belgische Rijkswacht
- het geüniformeerd personeel van de Belgische politie